# Klasztor Santa María de Jonqueres w Barcelonie
Klasztor Santa María de Jonqueres – średniowieczny klasztor w Barcelonie, w dzielnicy Eixample. 

## Historia
Klasztor przy ulicy Jonqueres istnieje od 1273, kiedy przeniosła się do niego kongregacja zakonna z parafii św. Wincentego położonej między miejscowościami Sabadell i Terrasa. Zakonnicy zostali zmuszeni do opuszczenia klasztoru w 1810 przez wojska napoleońskie, które zaadaptowały budynek na szpital wojskowy. Po wyjściu Francuzów z Hiszpanii obiekt nie został zwrócony pierwotnym właścicielom, lecz zamieniony na koszary. 
W 1867 kościół klasztorny został przywrócony do pierwotnych funkcji i otrzymał status parafialnego. W dwa lata później władze miasta zdecydowały o rozbiórce zabudowań, które miały przeszkadzać w rozwoju urbanistycznym miasta. Obiekt został jednak uratowany dzięki działaniom mieszkańców dzielnicy, których w staraniach o konserwację klasztoru wsparła Akademia Sztuk Pięknych.

## Architektura
Kompleks wzniesiony jest z cegły, na planie czworoboku z wysuniętym kościołem, w stylu gotyckim. Jego fasady i ściany zewnętrzne są dekorowane w stopniu minimalnym: fasada kościoła nie posiada portalu, w jej centrum znajduje się jedynie rozeta oraz fryz poniżej poziomu dachu. Okna świątyni mają kształt ostrych łuków z maswerkiem. Całość wspiera się na przyporach, wewnętrzny dziedziniec klasztorny otacza dodatkowo kolumnada. Kościół klasztorny jest jednonawowy, z rzędem bocznych kaplic i pojedynczą wieżą zwieńczoną iglicą. Wnętrze obiektu zawiera głównie ołtarze z XIX wieku – oryginalne wyposażenie nie zachowało się do naszych czasów. 